# Ellobius talpinus
Ellobius talpinus és una espècie de mamífer rosegador de la família dels cricètids. Viu a l'Iran, el Kazakhstan, Rússia, el Turkmenistan, Ucraïna i l'Uzbekistan. Es tracta d'un animal excavador que s'alimenta de les parts subterrànies de les plantes. El seu hàbitat natural és l'estepa. És una espècie en risc mínim, és a dir, no sembla que hi hagi cap amenaça significativa per a la seva supervivència. El seu nom específic, talpinus, significa ‘semblant a un talp’ en llatí.